# Altenberg
Altenberg é uma cidade da Alemanha localizada no distrito de Sächsische Schweiz-Osterzgebirge, da região de Dresden, no estado da Saxônia.